# Pedro Astacio
Pedro Julio Astacio Pura (nacido el 28 de noviembre de 1969 en Hato Mayor) es un ex lanzador dominicano que jugó en las Grandes Ligas de Béisbol. Ha jugado para los Dodgers de Los Ángeles (1992-1997), Rockies de Colorado (1997-2001), Astros de Houston (2001), Mets de Nueva York (2002-2003), Medias Rojas de Boston (2004), Texas Rangers (2005), Padres de San Diego (2005) y Nacionales de Washington (2006). En 2007, Astacio firmó un contrato con la filial de clase AAA de los Nacionales, los Columbus Clippers, pero lo dejaron en libertad en mayo. Aunque nunca se retiró oficialmente, Astacio no ha lanzado desde 2007.

## Biografía
Asistió a la Escuela Pilar Rondon en la República Dominicana. Es dueño de un rancho en su país, República Dominicana junto al rancho de su compatriota y colega el ex-lanzador Armando Benítez. Estaba casado con Ana Valera y tiene 3 hijos: Pedro  Jr., Julio Ernesto, Pedro Justo, y tiene dos hijas, Mónica y Annie. Astacio recibió un anillo de Serie Mundial como miembro de los Medias Rojas de Boston en 2004. Su hijo Pedro es un jugador amateur de cesta punta.
Astacio tiene actualmente el récord de más ponches por un miembro de los Rockies de Colorado, con 749 ponches entre 1997 y 2001.